# Pachydactylus labialis
Pachydactylus labialis este o specie de șopârle din genul Pachydactylus, familia Gekkonidae, descrisă de Fitzsimons 1938. A fost clasificată de IUCN ca specie cu risc scăzut. Conform Catalogue of Life specia Pachydactylus labialis nu are subspecii cunoscute.